# Steatoda connexa
Steatoda connexa là một loài nhện trong họ Theridiidae.
Loài này thuộc chi Steatoda. Steatoda connexa được Octavius Pickard-Cambridge miêu tả năm 1904.